# Dục An
Dục An (chữ Hán giản thể: 裕安区, Hán Việt: Dục An khu) là một quận thuộc địa cấp thị Lục An, tỉnh An Huy, Cộng hòa Nhân dân Trung Hoa. Quận này có diện tích 1.926 km², dân số 930.000 người, mã bưu chính 237010, quận lỵ tại phố Vân Lộ. Về mặt hành chính, quận này được chia thành 5 nhai đạo biện sự xứ, 12 trấn, 7 hương. 
- Nhai đạo: Cổ Lâu, Tây Thị, Bắc Thị, Nam Thị, Tiểu Hoa Sơn.
- Trấn: Tân An, Thuận Hà, Đinh Tập, Cố, Từ Tập, Giang Hà Điếm, Độc Sơn, Tô Phu, Thành Nam, Phân Lộ Khẩu, Thạch Bà Điếm, Hàn Bài Độ.
- Hương: Bình Kiều, La Tập, Sư Tử Cương, Đơn Vương, Thanh Sơn, Tây Hà Khẩu, Thạch Bản Xung.